# Vîjîcino, Ratne
Vîjîcino (în ucraineană Вижично) este un sat în comuna Vîsocine din raionul Ratne, regiunea Volînia, Ucraina.

## Demografie
Componența lingvistică a localității Vîjîcino
     Ucraineană (98,11%)
     Belarusă (1,26%)
     Alte limbi (0,63%)
Conform recensământului din 2001, majoritatea populației localității Vîjîcino era vorbitoare de ucraineană (98,11%), existând în minoritate și vorbitori de belarusă (1,26%).